# Małgorzata Rożniecka
Małgorzata Rożniecka (née en 1978 à Szczecin en Pologne) est une mannequin polonaise élue Miss International en 2001. Elle est la troisième polonaise (après Agnieszka Kotlarska et Agnieszka Pachałko) à remporter ce titre. En 2000 elle est couronnée Miss Model of the World. Elle est la seule polonaise à avoir remporté deux concours de beauté féminine internationaux.